# Список дипломатических миссий Папуа — Новой Гвинеи

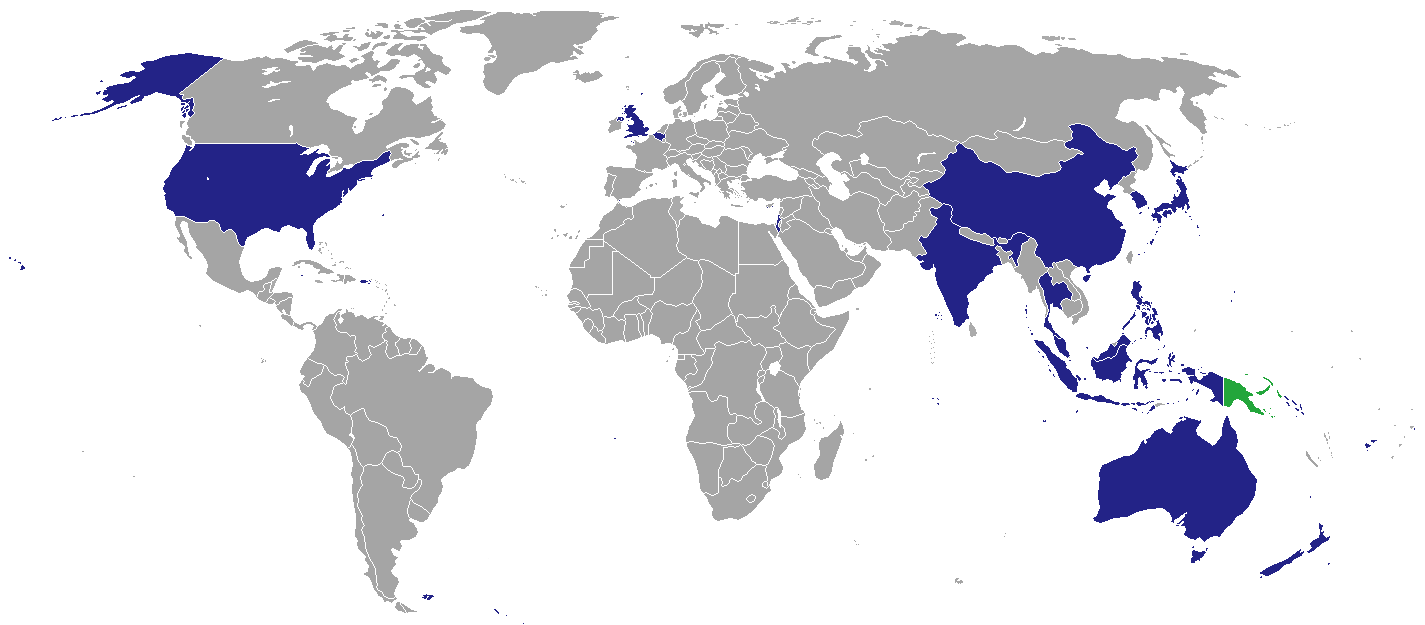

Список дипломатических миссий Папуа — Новой Гвинеи — Папуа — Новая Гвинея имеет ограниченное количество дипломатических представительств за рубежом, преимущественно в странах Тихоокеанского бассейна. Папуа — Новая Гвинея является членом Британского содружества, и в других государствах-членах этой организации его посольства возглавляют «высшие комиссары» в ранге посла.

## Европа
- Бельгия, Брюссель (посольство)
- Великобритания, Лондон (высший комиссариат)

## Америка
- США, Вашингтон (посольство)

## Азия
- Китай, Пекин (посольство)
- Индия, Нью-Дели (высший комиссариат)
- Индонезия, Джакарта (посольство)
  - Порт-Нумбай (генеральное консульство)
- Япония, Токио (посольство)
- Малайзия, Куала-Лумпур (высший комиссариат)
- Филиппины, Манила (посольство)
- Южная Корея, Сеул (посольство)

## Океания
- Австралия, Канберра (высший комиссариат)
  - Брисбен (генеральное консульство)
  - Сидней (генеральное консульство)
- Фиджи, Сува (высший комиссариат)
- Новая Зеландия, Веллингтон (высший комиссариат)
- Соломоновы острова, Хониара (высший комиссариат)

## Международные организации
- - Брюссель (постоянная миссия при ЕС)
  - Нью-Йорк (постоянная миссия при ООН)